# Шапошников, Михаил Петрович
Михаил Петрович Шапошников — советский хозяйственный, государственный и политический деятель.

## Биография
Родился в 1928 году в селе Раково. Член КПСС.
Окончил РИИЖТ.
В 1952—1955 — дежурный по станции, старший инженер, старший помощник начальника станции, поездной диспетчер станции Смычка Свердловской железной дороги.
В 1955—1959 — второй, первый секретарь Нижне-Тагильского горкома ВЛКСМ.
В 1959—1964 — заведующий промышленно-транспортным отделом, секретарь Нижнетагильского горкома КПСС.
В 1964—1970 — первый секретарь Тагилстроевского райкома КПСС города Нижнего Тагила.
В 1970—1989 — заместитель начальника, начальник Нижнетагильского отделения Свердловской железной дороги.
Делегат XXIII съезда КПСС.
Жил в Нижнем Тагиле.

## Награды
- Орден Трудового Красного Знамени (дважды)
- Орден Дружбы народов
- Орден Знак Почёта